# Untouchable (canción de Itzy)
«Untouchable» es una canción grabada por el grupo surcoreano Itzy para su segundo álbum de estudio Born to Be (2024). Fue publicada como sencillo principal del álbum por JYP Entertainment el 8 de enero de 2024. Escrita por Bang Hye-hyun y Lee Seu-ran, el tema contiene elementos de dance-pop y EDM. Liricamente, «Untouchable» transmite un mensaje de resiliencia frente a las dificultades de la realidad.

## Antecedentes y lanzamiento
El 4 de diciembre de 2023, JYP Entertainment anunció que Itzy lanzará su segundo álbum de estudio Born to Be, junto con la lista de canciones, incluyendo «Untouchable» como el sencillo principal del álbum, marcando su lanzamiento para el 8 de enero de 2024, coincidiendo con el lanzamiento del álbum.. Con la fecha de lanzamiento fijada en medio del hiatus de Lia, el sencillo fue grabado por el grupo como un cuarteto.
Un extracto del video musical mostrando al cuarteto intepretando en una formación de línea recta fue publicado como primer teaser el 4 de enero de 2024.Otro teaser fue publicado al día siguiente, mostrando a las miembros vistiendo trajes negros, interpretando la canción en un escenario adornado con luces rojas.

## Composición
«Untouchable» fue escrita en conjunto por Bang Hye-hyun y Lee Seu-ran y compuesta en conjunto por Maria Marcus, Zarah Christenson, y Tobias Näslund. La canción es una pista de dance-pop y EDM que incluye «fuertes sonidos de guitarra», y su letra expresa la resistencia de una persona para combatir las dificultades de la realidad. Incorpora unos «estribillos extremadamente adictivos» junto con un "ritmo electrizante" a lo largo de su duración de tres minutos y 14 segundos. La canción fue escrita en la clave de do menor y lleva un tempo promedio de 105 latidos por minuto.

## Reconocimientos
En los programas de música de Corea del Sur, «Untouchable» logró ganar el primer puesto en el episodio del 19 de enero de 2024 de Music Bank.